# Saint-Ulphace
Saint-Ulphace é uma comuna francesa na região administrativa do País do Loire, no departamento de Sarthe. Estende-se por uma área de 15.98 km². Em 2010 a comuna tinha 226 habitantes (densidade: 14,1 hab./km²).